# Settimo Vittone
Settimo Vittone (Ël Seto Viton in piemontese) è un comune italiano di 1 547 abitanti della città metropolitana di Torino, Situato a Nord di Ivrea in Canavese. È il paese natale dell'organista e compositore Pietro Alessandro Yon (1886-1943).

## Geografia fisica
Il Comune di Settimo Vittone è posto al Centro della valle della Dora Baltea. Il Comune è composto dal capoluogo e dalle frazioni di Montestrutto, Cesnola, e Torre Daniele a valle, mentre in quota vi è Trovinasse. Il paesaggio varia: dall'abitato che si trova a valle fra pascoli e boschi di latifoglie a un paesaggio alpino composto da boschi misti di agrifoglie e latifoglie  fino alla parteria alpina. A ovest il confine con Tavagnasco lo segna la Dora, mentre a est la colma di mombarone fa da confine con il Biellese e la Valle d'Aosta. A sud si apre la vallata in direzione Ivrea, mentre a nord il torrente Chiusumma fa da confine con Carema. 

## Storia
Da Settimo Vittone, in epoca romana, passava la via delle Gallie, strada romana consolare fatta costruire da Augusto per collegare la Pianura Padana con la Gallia.

## Monumenti e luoghi d'interesse
- Castello di Settimo Vittone
- Castello dei Palma di Cesnola
- Castello di Montestrutto
- Pieve di San Lorenzo
- Chiesa Parrocchiale di Sant'Andrea Apostolo: eretta sui resti di una chiesa duecentesca, presenta pregevoli interni barocchi. All'esterno un ampio scalone conduce ad un pronao a 4 colonne[4]
- Colma di Mombarone
- Chiesa di San Giacomo
- Cappella di S. Quirico: Sussidiaria della Parrocchiale; iniziata nel 1778, e portata avanti da maestranze locali, si presenta ad aula unica, con abside e pronao sorretto da quattro colonne.

## Via Francigena
Il territorio del concentrico e le frazioni di Torredaniele, Cesnola e Montestrutto sono inserite sul percorso della Via Francigena, variante Canavesana, proveniente da Carema e dirigentesi successivamente verso Borgofranco d'Ivrea e Montalto Dora.
Tappa 06 da Pont-Saint-Martin a Ivrea.

## Società

### Evoluzione demografica
Abitanti censiti

## Amministrazione
Di seguito è presentata una tabella relativa alle amministrazioni che si sono succedute in questo comune.
| Periodo        | Periodo        | Primo cittadino | Partito               | Carica  | Note  |
| -------------- | -------------- | --------------- | --------------------- | ------- | ----- |
| 24 giugno 1985 | 29 maggio 1990 | Egidio Peretto  | Democrazia Cristiana  | Sindaco | [ 7 ] |
| 29 maggio 1990 | 24 aprile 1995 | Egidio Peretto  | Democrazia Cristiana  | Sindaco | [ 7 ] |
| 24 aprile 1995 | 14 giugno 1999 | Egidio Peretto  | -                     | Sindaco | [ 7 ] |
| 14 giugno 1999 | 14 giugno 2004 | Egidio Peretto  | centro                | Sindaco | [ 7 ] |
| 14 giugno 2004 | 8 giugno 2009  | Mauro Peretto   | lista civica          | Sindaco | [ 7 ] |
| 8 giugno 2009  | 25 maggio 2014 | Sabrina Noro    | lista civica          | Sindaco | [ 7 ] |
| 26 maggio 2014 | in carica      | Sabrina Noro    | lista civica: settimo | Sindaco | [ 7 ] |

### Altre informazioni amministrative
Il comune faceva parte della Comunità montana Val Chiusella, Valle Sacra e Dora Baltea Canavesana.

## Galleria d'immagini

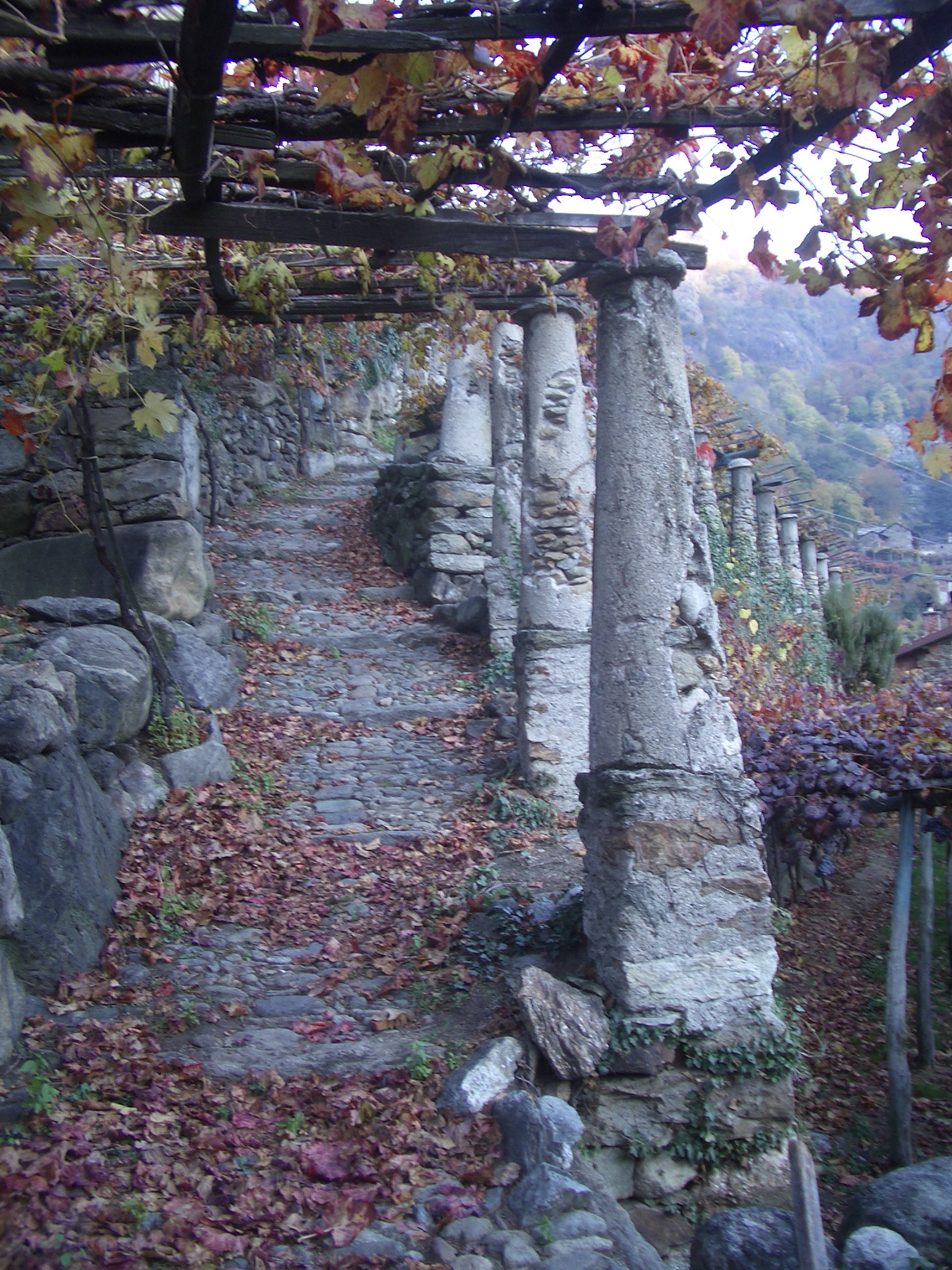
Uno scosceso viottolo in territorio coltivato a terrazzamenti a Settimo Vittone; pergola con montanti in muratura grezza e travi in legno a sostenere i tralci delle viti
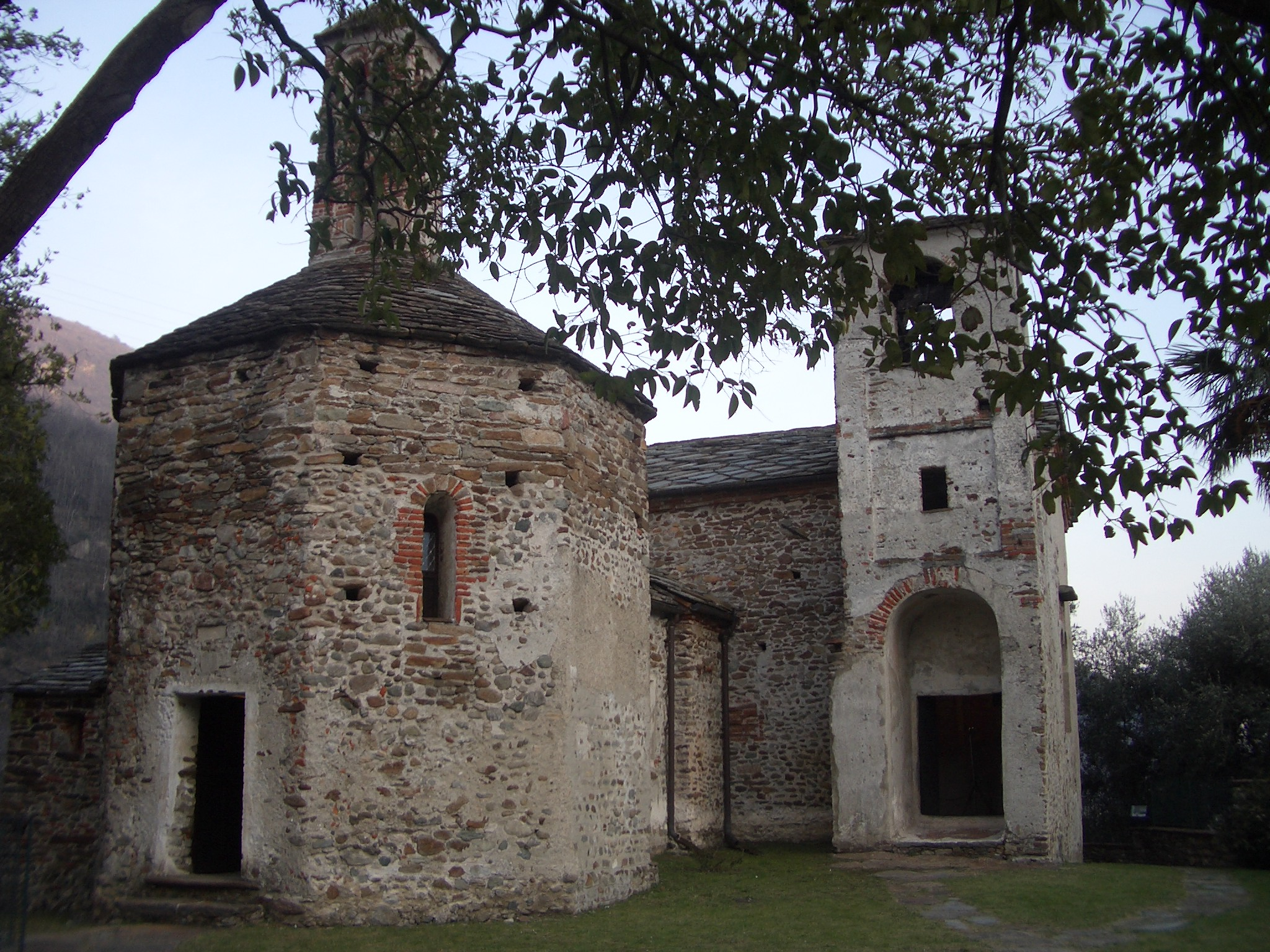
Pieve di San Lorenzo e Battistero
Chiesa di Sant'Andrea Apostolo
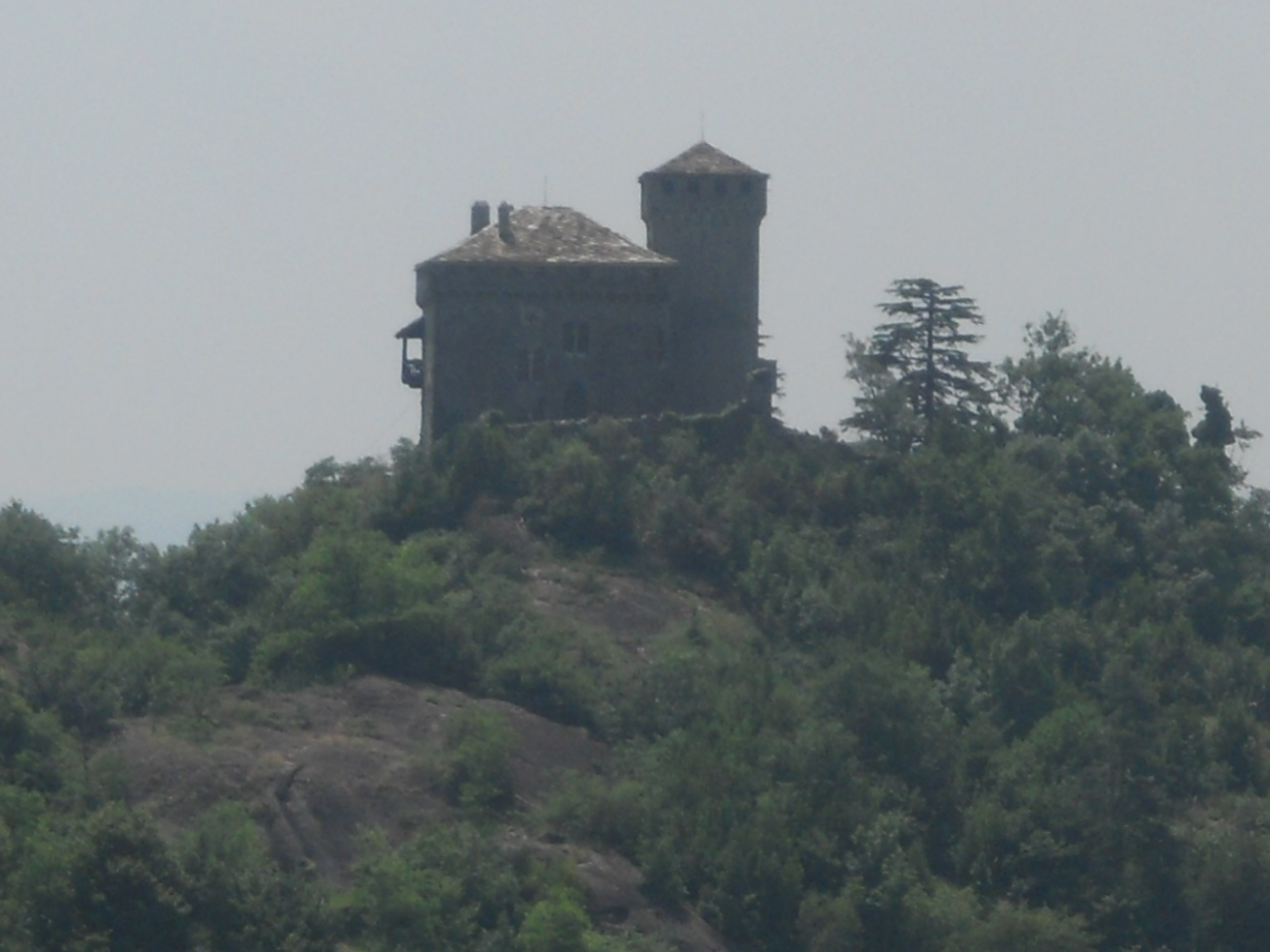
Castello di Montestrutto

## Sport
A Settimo Vittone gioca la locale squadra di calcio femminile "A.S.D. Settimo Vittone" che milita nel campionato di serie D.